# Вјацано (Парма)
Вјацано је насеље у Италији у округу Парма, региону Емилија-Ромања.
Према процени из 2011. у насељу је живело 240 становника. Насеље се налази на надморској висини од 181 м.